# Pfarrhof (Burggen)

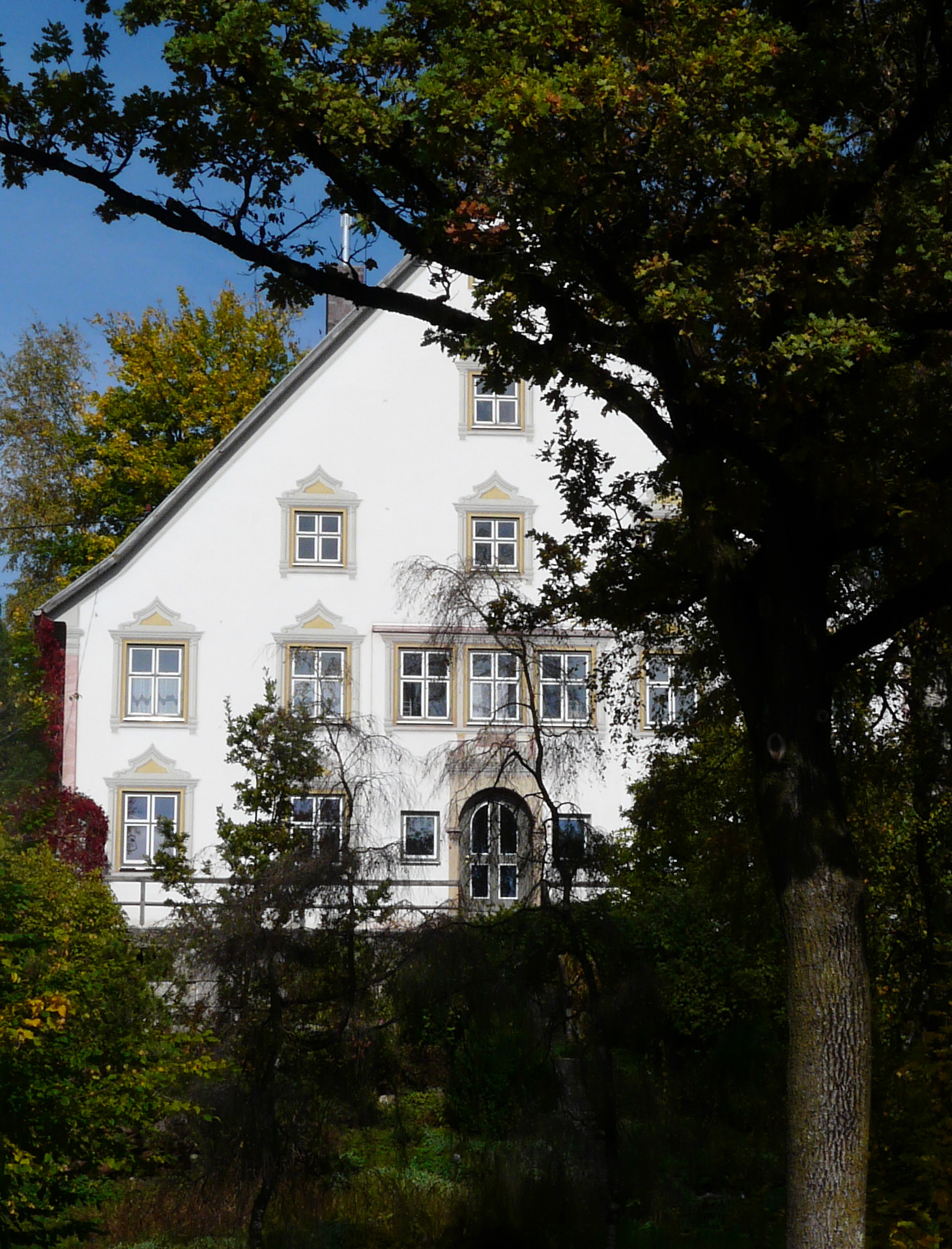
Pfarrhaus in Burggen

Der katholische Pfarrhof in Burggen, einer  Gemeinde im oberbayerischen Landkreis Weilheim-Schongau, wurde 1712 errichtet. Der Pfarrhof am Pfarrhaldenweg 2 ist ein geschütztes Baudenkmal.
Das Pfarrhaus ist ein zweigeschossiger Putzbau mit steilem Satteldach. Es besitzt Architekturmalerei an der Fassade.
Mit dem daneben liegenden Pfarrstadel, heute als Kindergarten genutzt, bildet das Pfarrhaus ein Ensemble.